# Aprostocetus blastophagusi
Aprostocetus blastophagusi är en stekelart som beskrevs av Yang 1996. Aprostocetus blastophagusi ingår i släktet Aprostocetus och familjen finglanssteklar. Inga underarter finns listade i Catalogue of Life.